# بوكيمون: ماغيكارب جمب
بوكيمون: ماغيكارب جومب (بالإنجليزية: Pokémon: Magikarp Jump)‏ (باليابانية: はねろ！コイキング) (نطق ياباني:Hanero! Koiking)، هي لعبة فيديو مجانية من تطوير سيلكت بوتون، ومن نشر ذا بوكيمون كومباني اليابانية، نشرت في المتجر الإلكتروني سنة 2017، وتعمل لمنصة آي أو إس التابع لشركة أبل الأمريكية وأندرويد التابعة لشركة جوجل الأمريكية، وتُلعب اللعبة بالنقر على شاشة الهاتف الذكي.

## المواقع الخارجية
- بوكيمون: ماغيكارب جمب على موقع IMDb (الإنجليزية)
- الموقع الرسمي
 (الإنكليزية)